# 蔡誌恩
蔡誌恩（英語：Choi Chi Yan, Vincent，1979年6月2日—），香港男演員、模特兒和主持人，現為邵氏兄弟及無綫電視旗下藝人。

## 簡歷
蔡誌恩畢業北角張祝珊英文中學及香港城市大學會計系，曾任香港有線電視新聞、無綫新聞主播、節目主持、模特兒、空中服務員、審計師。他擔任模特兒時，經曾美華介紹加入有線新聞擔任主播。其後在2006年轉職至無綫新聞台，續任主播，並負責部份中國內地新聞的幕後編採。他在2007年7月離開無綫新聞台，成為全職模特兒，後亦擔任演員，常演律師及檢控官角色。2023年他在以電視新聞部為題材的話題劇集《新聞女王》中飾演記者，為現實中唯一曾任職於新聞部的演員，因而受到關注。
2013年與模特兒古天祥、陳駿熙合著書籍講述從業經歷。

## 主持
- 《有線新聞》
- 《無綫新聞》（2006年9月-2007年7月）

## 演出

### 電影
| 首映   | 電影名         | 角色 |
| 2009年 | 《短暫的生命》 |      |

### 電視劇（無綫電視）
| 首播     | 劇名               | 角色              |
| 無綫電視 |                    |                   |
| 2021年   | 《星空下的仁醫》   |                   |
| 2021年   | 《十月初五的月光》 |                   |
| 2021年   | 《逆天奇案》       | 何大狀            |
| 2022年   | 《青春不要臉》     |                   |
| 2022年   | 《回歸》           | 顧律師            |
| 2022年   | 《美麗戰場》       |                   |
| 2023年   | 《隱門》           | Anson（第3、5集） |
| 2023年   | 《法言人》         |                   |
| 2023年   | 《寵愛Pet Pet》    | 卓俊熙            |
| 2023年   | 《新聞女王》       | 高睿軍            |
| 2023年   | 《黃金萬両》       |                   |
| 2024年   | 《婚後事》         |                   |
| 2024年   | 《再見·枕邊人》    |                   |
| 2024年   | 《黑色月光》       | 霍建堃            |
| 2024年   | 《異空感應》       | 陸文輝            |
| 2025年   | 《奪命提示》       | 律師              |
| 2025年   | 《刑偵12》         | 柯子仁            |
| 未播映   | 《非份之罪》       |                   |
| 未播映   | 《模仿人生》       |                   |
| 邵氏兄弟 |                    |                   |
| 2022年   | 《飛虎之壯志英雄》 |                   |
| 2025年   | 《執法者們》       | 黃佩山            |
| 香港電台 |                    |                   |
| 2023年   | 《我們的畢業禮》   | 許文雋            |

## 外部連結
- 蔡誌恩在香港影庫上的簡介
- . 邵氏兄弟.   [2024-01-29]. （原始内容存档于2024-01-29） （繁体中文）.
- 蔡誌恩在tvb.com的資料
- 蔡誌恩的Facebook專頁
- 蔡誌恩的Instagram帳戶
- 蔡誌恩的新浪微博